# تشارلز ويب
تشارلز ويب (بالإنجليزية: Charles Webb)‏ (4 مارس 1879 في المملكة المتحدة - 1 يناير 1939 في المملكة المتحدة) هو لاعب كرة قدم بريطاني (وحمل سابقاً جنسية المملكة المتحدة لبريطانيا العظمى وأيرلندا) في مركز الهجوم. لعب مع ليستر سيتي ومانشستر سيتي ونادي دندي ونادي ساوثهامبتون ونادي أردريونيانز ونادي كيترينغ تاون وWellingborough Town F.C. ‏ وRushden Town F.C. ‏.

## وصلات خارجية
- تشارلز ويب على موقع قاعدة بيانات كرة القدم.إي يو (الإنجليزية)